# Andreas M. Heinecke
Andreas M. Heinecke (* 12. November 1954 in Lüneburg) ist ein deutscher Informatiker und Hochschullehrer.

## Leben und Werk
Heinecke besuchte das Gymnasium Johanneum in Lüneburg, an dem er 1973 das Abitur im mathematisch-naturwissenschaftlichen Zweig ablegte. Nach dem Wehrdienst studierte er Mathematik und Informatik an der Universität Hamburg mit einem Stipendium der Friedrich-Ebert-Stiftung. Das Studium der Informatik schloss er 1982 mit dem Diplom ab. Von einer Tätigkeit als wissenschaftlicher Angestellter am Fachbereich Seefahrt der damaligen Fachhochschule Hamburg im Forschungsprojekt Schiff der Zukunft wechselte er als Hochschulassistent an die Universität Hamburg, wo er 1987 bei Hermann Flessner promovierte. Nach freiberuflicher Tätigkeit und verschiedenen Lehraufträgen wurde er 1996 als Professor für das Lehrgebiet „Praktische Informatik / Multimedia“ am Fachbereich Informatik der Fachhochschule Dortmund berufen. 1999 erfolgte der Ruf an die Fachhochschule Gelsenkirchen, die heutige Westfälische Hochschule). Dort war er bis zur Pensionierung Ende Februar 2022 Professor am Fachbereich Informatik und Kommunikation für das Lehrgebiet „Interaktive Systeme“.
Sein Arbeitsgebiet in Lehre, Forschung und Praxis ist die Mensch-Computer-Interaktion. Schwerpunkte seiner Arbeit sind Benutzungsschnittstellen von Prozessleitsystemen, von CAD-Systemen und von Edutainment-Systemen insbesondere in Museen. Er konzipierte und entwickelte Kiosksysteme und andere Anwendungen für verschiedene Museen wie etwa das Deutsche Salzmuseum oder das Museum für Kunst und Kulturgeschichte Dortmund. Er ist Mitautor der Empfehlungen der Gesellschaft für Informatik zum Curriculum für ein Basismodul zur Mensch-Computer-Interaktion und zum Curriculum für Bachelorstudiengänge Medieninformatik. Auf der Basis von Lernunterlagen, die er für das Verbundstudium NRW entwickelte, entstand 2004 das Lehrbuch Mensch-Computer-Interaktion, das 2024 in dritter Auflage erschien.
Er ist Vertrauensdozent der Friedrich-Ebert-Stiftung und war Ratsmitglied im Rat der Stadt Werne und Presbyter der evangelischen Kirchengemeinde Werne.

## Veröffentlichungen (Auswahl)
- Andreas M. Heinecke: Vorueberlegungen zu einem PASCAL-Sprachsystem fuer den Schuleinsatz auf einem Heimcomputer CBM 3032. Report IfI-HH-M-83/81, Universität Hamburg 1981.
- Jens Froese, Andreas M. Heinecke: Von der Kommandobrücke zur Schiffsführungszentrale. In: W. Remmele und M. Sommer (Hrsg.): Arbeitsplätze morgen, Teubner, Stuttgart 1986, S. 357–366.
- Andreas M. Heinecke: Zur Gestaltung der Benutzerschnittstelle beim Einsatz von Prozeßleitsystemen auf Seeschiffen. Dissertation, Report FBI-HH-B-129/87, Universität Hamburg 1987.
- Andreas M. Heinecke: A desktop style user interface in process control. In: I. M. MacLeod and A. D. Heher (Hrsg.): Software for Computer Control 1988, IFAC Proceedings Series 1989, Number 2, Pergamon Press, Oxford 1989, S. 21–26.
- Andreas M. Heinecke, Matthias Koschel: Benutzungsoberflächen von CAD-Systemen: Ist weniger mehr? in: H. Oberquelle und S. Maaß (Hrsg.): Software-Ergonomie '89, Teubner, Stuttgart 1989, S. 457–465.
- Andreas M. Heinecke: Recommendations for ergonomical CAD user interfaces. In: P. Brödner and W. Karwowski (Hrsg.): Ergonomics of Hybrid Automated Systems III, Proceedings of the Third Conference on Human Aspects of Advanced Manufacturing and Hybrid Automation, Elsevier, Amsterdam 1992, S. 319–324.
- Andreas M. Heinecke, Wolfgang Hirsch: Anwendungen der Elektronischen Datenverarbeitung in Museen - Beispiele und Perspektiven - Report FBI-HH-M-230/93, Universität Hamburg 1993.
- Andreas M. Heinecke, Sigrid Bumann, Thomas Kerstan: Software-ergonomische Evaluation von Kiosksystemen im Museum. In: H.-D. Böcker (Hrsg.): Software-Ergonomie '95, Teubner, Stuttgart 1995, S. 163–177.
- Andreas M. Heinecke: Erstellung benutzungsfreundlicher Museumsanwendungen aus Sicht der Software-Technik und der Software-Ergonomie. Mitteilungsblatt des Museumsverbands Niedersachsen/Bremen Nr. 58, S. 125–132, Hannover 1999.
- Andreas M. Heinecke, Hansjürgen Paul (Hrsg.): Mensch & Computer 2006: Mensch und Computer im StrukturWandel. Oldenbourg, München 2006, ISBN 978-3-486-58129-4.
- Andreas M. Heinecke, Friedrich Strauß, Astrid Beck et al.: What Every Software Developer Should Know about Human-Computer Interaction – A Curriculum for a Basic Module in HCI in Informatics Education. In: A. Cortesi, F. Luccio (Hrsg.): Proceedings of the ACM-IFIP IEEIII 2008 Informatics Education Europe III Conference, Venice 2008, S. 179–188.
- Andreas M. Heinecke, Jens Gerken: Mensch-Computer-Interaktion – Basiswissen für Entwickler und Gestalter. Dritte Auflage, Springer Vieweg, Wiesbaden 2024, DOI:10.1007/978-3-662-67569-4.